# Gostun

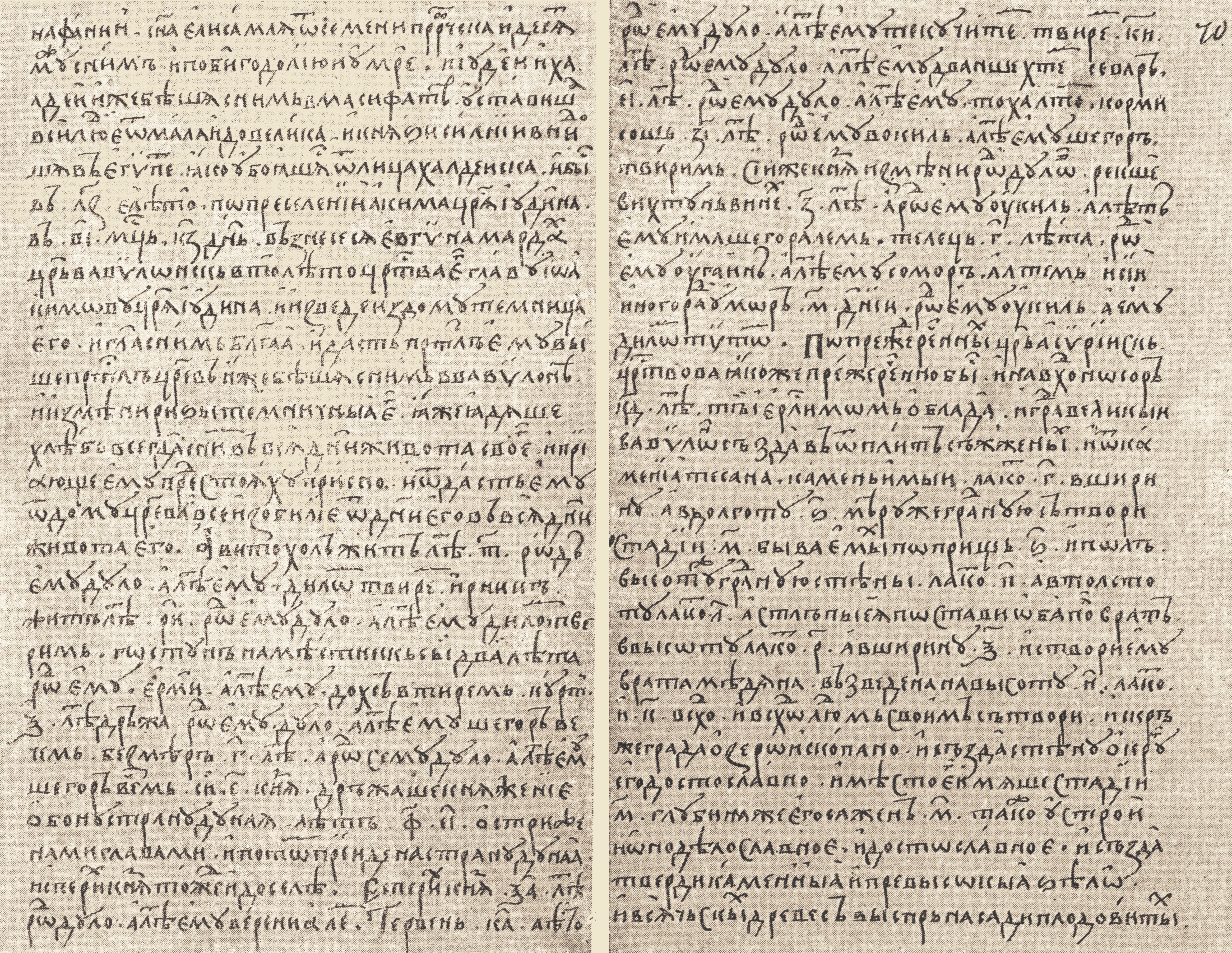
El texto del "Libro de nombres" como parte del "Cronógrafo", ej. Colección Uvarovsky N 10, hoja 69, ver 70.

Gostun del clan Ermi fue un regente de los protobúlgaros durante 2 años, según la Nominalia de los kanes de Bulgaria.
Poco se sabe sobre él. Es posible que Gostun sea un nombre alternativo de Organa, quien según algunas fuentes bizantinas fue un regente de los protobúlgaros hasta el regreso de Kubrat de Constantinopla y fue también miembro del clan Ermi.